# Saint-Marcel-d'Urfé
Saint-Marcel-d'Urfé är en kommun i departementet Loire i regionen Auvergne-Rhône-Alpes i centrala Frankrike. Kommunen ligger i kantonen Saint-Just-en-Chevalet som tillhör arrondissementet Roanne. År 2022 hade Saint-Marcel-d'Urfé 269 invånare.

## Befolkningsutveckling
Antalet invånare i kommunen Saint-Marcel-d'Urfé
| Referens: INSEE |